# حق وتو در شورای امنیت سازمان ملل متحد
شمار قطع‌نامه‌های وتو شده توسط هر یک از پنج عضو دائم شورای امنیت سازمان ملل متحد از ۱۹۴۶ (میلادی) تا کنون.
ن • ب • و 
حق وتو در شورای امنیت سازمان ملل متحد حقی است که به ۵ عضو دائمی شورای امنیت سازمان ملل متحد یعنی ایالات متحده آمریکا، بریتانیا، فرانسه، روسیه (پیش از ۱۹۹۱ اتحاد جماهیر شوروی) و چین (پیش از ۱۹۷۱ تایوان) داده شده تا از تصویب هر پیش‌نویس در این شورا جلوگیری کنند. وتو، اصطلاحی در زبان لاتین به معنای «منع می‌کنم» است. این واژه برای لغو یکطرفه یک قانون به کار می‌رود و به این ترتیب وتو قدرت نامحدودی است که می‌تواند سبب جلوگیری از (جز مورد تصویب شده) تغییرات خاص شود. حق وتو براساس اندیشه برتری صلح بر عدالت در اختیار ۵ عضو دائم شورای امنیت قرار گرفته‌است.
در منشور ملل متحد هرگز واژه‌ای به نام وتو قید نشده‌است. بلکه لزوم جلب ۹ رای موافق از مجموع ۱۵ رای اعضای شورای امنیت که باید شامل ۵ رای موافق اعضای دائم شورا باشد مطرح است. به این ترتیب مخالفت یکی از اعضای دائم به معنای عدم تصویب قطعنامه و به اصطلاح "وتو"ی آن است.
حق وتو تنها با رأی مخالف، تحقق پیدا می‌کند. رأی ممتنع و غیبت در جلسه، وتو محسوب نمی‌شود. وتو در مسائل شکلی نیز کاربرد ندارد هرچند تشخیص این که موضوعی شکلی یا غیرشکلی است خود امری غیرشکلی (ماهوی) است.
حق وتو مسئله‌ای بسیار مناقشه‌برانگیز در جریان تصویب منشور ملل متحد در سال ۱۹۴۵ (میلادی) بود و آمریکا و شوروی احتمالاً به تشکیل سازمان ملل متحد بدون حق وتو رضایت نمی‌دادند. با گذشت ده‌ها سال از حیات سازمان ملل بحث بر سر وجود و استفاده از این حق هنوز هم ادامه دارد.

## استفاده
تا پیش از سال ۱۹۹۱ (میلادی) نزدیک نیمی از موارد استفاده از وتو توسط شوروی بود. پس از فروپاشی اتحاد جماهیر شوروی در ۱۹۹۱ آمریکا بیشترین استفاده را از حق وتو کرده‌است. از زمان سقوط دیوار برلین در ۱۹۸۹ (میلادی) تا پایان سال ۲۰۰۴ (میلادی) در مجموع ۱۹ بار از وتو استفاده شد:
- آمریکا (۱۱ مورد مربوط به خاورمیانه و مسائل مرتبط با اسرائیل، ۱ مورد بوسنی و هرزگوین و ۱ مورد در جریان حمله ایالات متحده آمریکا به پاناما)[۳]
- روسیه ۶ مورد (۲ مورد قبرس، ۱ مورد بوسنی و هرزگوین، ۱ مورد میانمار و ۱ مورد جمهوری خودمختار کریمه و ۱ مورد مربوط به خروج از خاک اوکراین)
- بریتانیا از سال ۱۹۸۹ (میلادی) هیچ‌قطعنامه‌ای را وتو نکرده است. همچنین از سال ۱۹۷۰ (میلادی) از حق وتو برای قطع‌نامه‌های مربوط به خود استفاده نکرده است.[۳]

## تایوان و چین
روی کار آمدن ریچارد نیکسون به عنوان رئیس‌جمهور ایالات متحده آمریکا در میانه جنگ سرد بود. ریچارد نیکسون تلاش زیادی کرد تا با توجه به رقابت بین چین و شوروی، با بازگرداندن "جمهوری خلق چین" به جامعه بین‌الملل، به آن کشور قدرت بدهد. یکی از این تلاش‌ها جابجایی حق وتو از تایوان به چین بود. برای این کار، در مجمع عمومی سازمان ملل متحد رای‌گیری شد. برخی کشورها مانند کشورهای آفریقایی از جمله تانزانیا برخلاف نظر آمریکا به این طرح، رای مخالف دادند. پس از رای‌گیری، نمایندگان تانزانیا در صحن مجمع عمومی سازمان ملل متحد رقصیدند. در پی این رای تانزانیا، رونالد ریگان (فرماندار آن هنگام ایالت کالیفرنیا) در یک تماس تلفنی با ریچارد نیکسون، آنها را میمون خواند که یک توهین جاافتاده بین سفیدپوست‌های نژادپرست است.

## انتقادها
کوفی عنان در نخستین گزارش خود در جایگاه دبیرکل سازمان ملل متحد درخواست انجام اصلاحات در شورای امنیت را داد. در گفتگوهای پس از آن، شماری از کشورها پیشنهاد کردند که به جای حذف حق وتو، شرایط استفاده از وتو محدود شود و استفاده از آن در مورد کشتار جمعی، جنایات علیه بشریت و جنایت جنگی غیر ممکن شود. همینطور بسیاری از کشورها معتقدند که اعضای دائم شورا حق ندارند قطعنامه‌های مربوط به مسائلی را وتو کنند که خود، یکی از طرفین درگیر در آن هستند. به علاوه، تصمیم‌گیری در شورای امنیت در صورتی متوقف شود که مخالفت با آن نه از سوی یک عضو، بلکه از طرف دو عضو دائم شورای امنیت باشد.
مشکلات این اصلاح‌ها این هستند که این تغییرها باید به تصویب خود اعضای دائم شورای امنیت برسد و از سوی دیگر کشورهای جهان، توافقی برای ساختار کنونی و جایگزین شورای امنیت ندارند.